# Трамвай у селищі Молочне
Трамвай у селищі Молочне (крим. Terekli Qoñrat tramvayı) — недіюча трамвайна система селища Молочне (АР Крим), що діяла у 1989-2014 роках. Це була найменша в Україні та на пострадянському просторі, а також одна з найменших у світі трамвайних систем. Вона була створена пансіонатом «Берег» для перевезення відпочивальників, однак трамваєм могли скористатися всі охочі, таким чином, він був повноцінним громадським транспортом.

## Історія

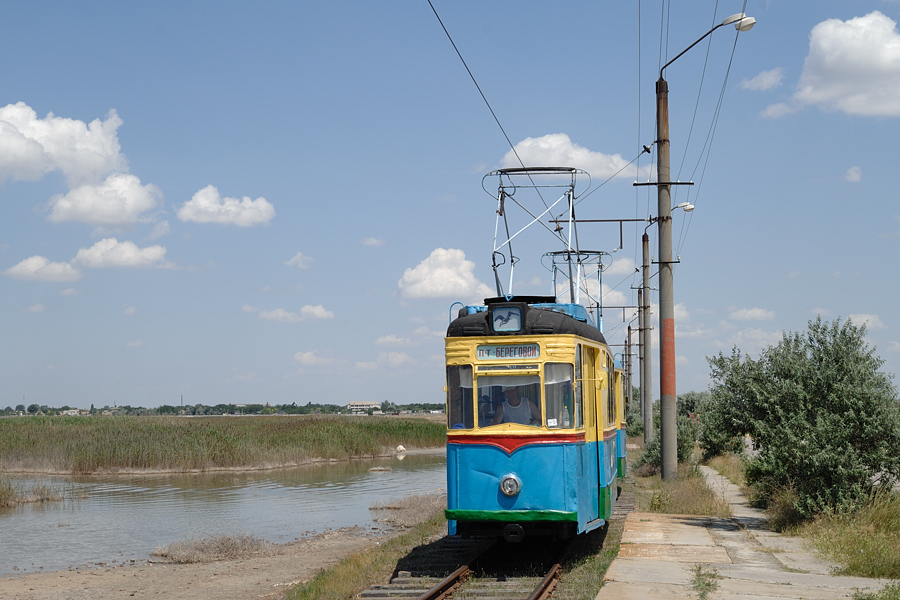

Після Чорнобильської аварії 1986 року керівництво Коростенського відділення Південно-Західної залізниці у пошуках шляхів оздоровлення працівників (понад 10 тис. осіб) обрало пансіонат «Берег» біля Євпаторії. Директор пансіонату запропонувала відділенню схему дольової участі: пансіонат розміщений за 1,6 км від моря — відпочивальників до моря возив автобус, що викликало труднощі. Було запропоновано неординарне рішення — пустити трамвай — що в ті роки, в умовах бензинової кризи, було порятунком.
Роботи з проектування були виконані на початку 1989 силами Коростенського відділення залізниці, а з березня того ж року почалися роботи. Матеріали постачалися з Коростеня, контактну мережу і колію будували підприємства Коростенського відділення.
Лінія була побудована і пущена в експлуатацію зі всією необхідною інфраструктурою: електропідстанцією, депо, посадковими платформами в рекордно короткі терміни, у серпні 1989.
До анексії Росією Криму трамвай їздив кожного літа. У 2014-му через відсутність туристів (пансіонат «Береговий» належав Коростенській дирекції Південно-Західної залізниці) рух трамваю був відновлений лише на початку серпня..
Починаючи з літа 2015-го, трамвай не працює. Офіційно систему закрито 2016 року. Також з 2014 року не працює пансіонат.

## Опис мережі
Мережа складається з однієї одноколійної лінії завдовжки приблизно 1,5 км. Лінія пряма майже на всьому своєму протязі, за винятком одного вигину. Вона також всюди відділена від автомобільної дороги, уздовж якої проходить; дорога і трамвайна лінія не перетинаються. Колія вузька — 1000 мм. Є дві (кінцеві) зупинки — «Молочне» і «Пляж» з платформами для посадки пасажирів. Депо розміщене на кінцевій зупинці «Молочне». Колійний розвиток обмежується однією механічною стрілкою на самій лінії (відгалуження до депо) і ще однією стрілкою у самому депо, де знаходяться два тупикових колії.
Існував лише один маршрут. Користувалися трамваєм в основному відпочивальники з пансіонату, для яких ця послуга була безкоштовна (пансіонат платив за проїзд відпочивальників з розрахунку чотири поїздки на день). Інші пасажири оплачували проїзд кондукторові.

## Рухомий склад

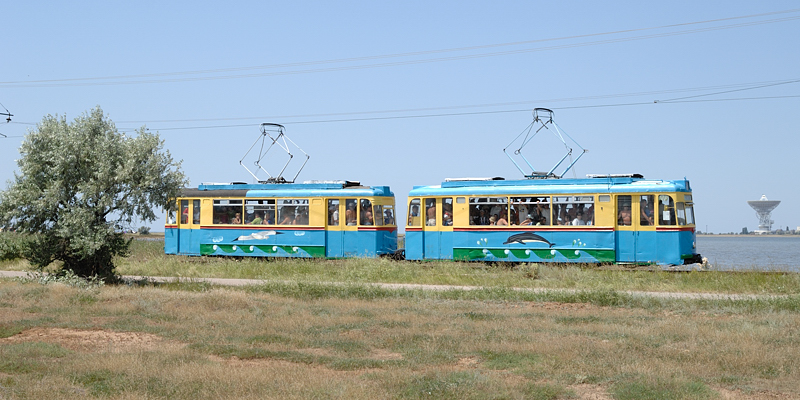
Вагони Gotha T59

Лінія завдовжки 1,5 кілометра не має жодного роз'їзду або додаткових колій, тому що вагони, що використовуються на лінії (один односторонній і один двосторонній), зчіплюються у поїзд таким чином, що їх кабіни направлені в різні боки. На лінії в складі одного поїзда працюють два двовісні вагони марок:
- з двостороннім виходом — Gotha T57, № 5
- з одностороннім виходом — Gotha T59E, № 20.

Ці трамваї були привезені до селища Молочне із сусідньої Євпаторії. Вагон № 5 до Євпаторії встиг попрацювати і в Миколаєві (там він мав № 414).

## Нереалізовані плани
Планувалося продовження лінії до автобусної зупинки у центрі селища.

## Галерея

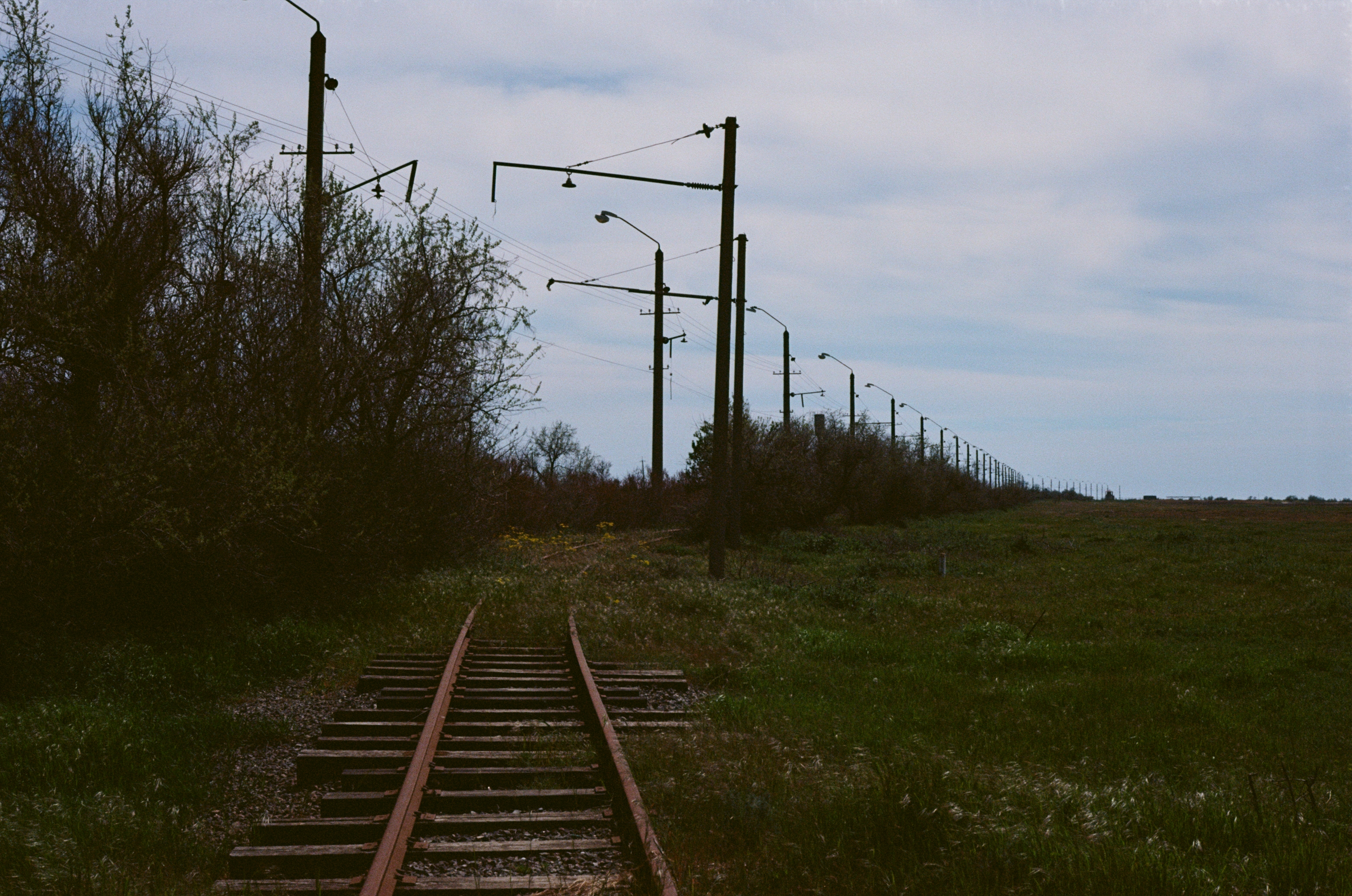
Трамвайна лінія до пансіонату
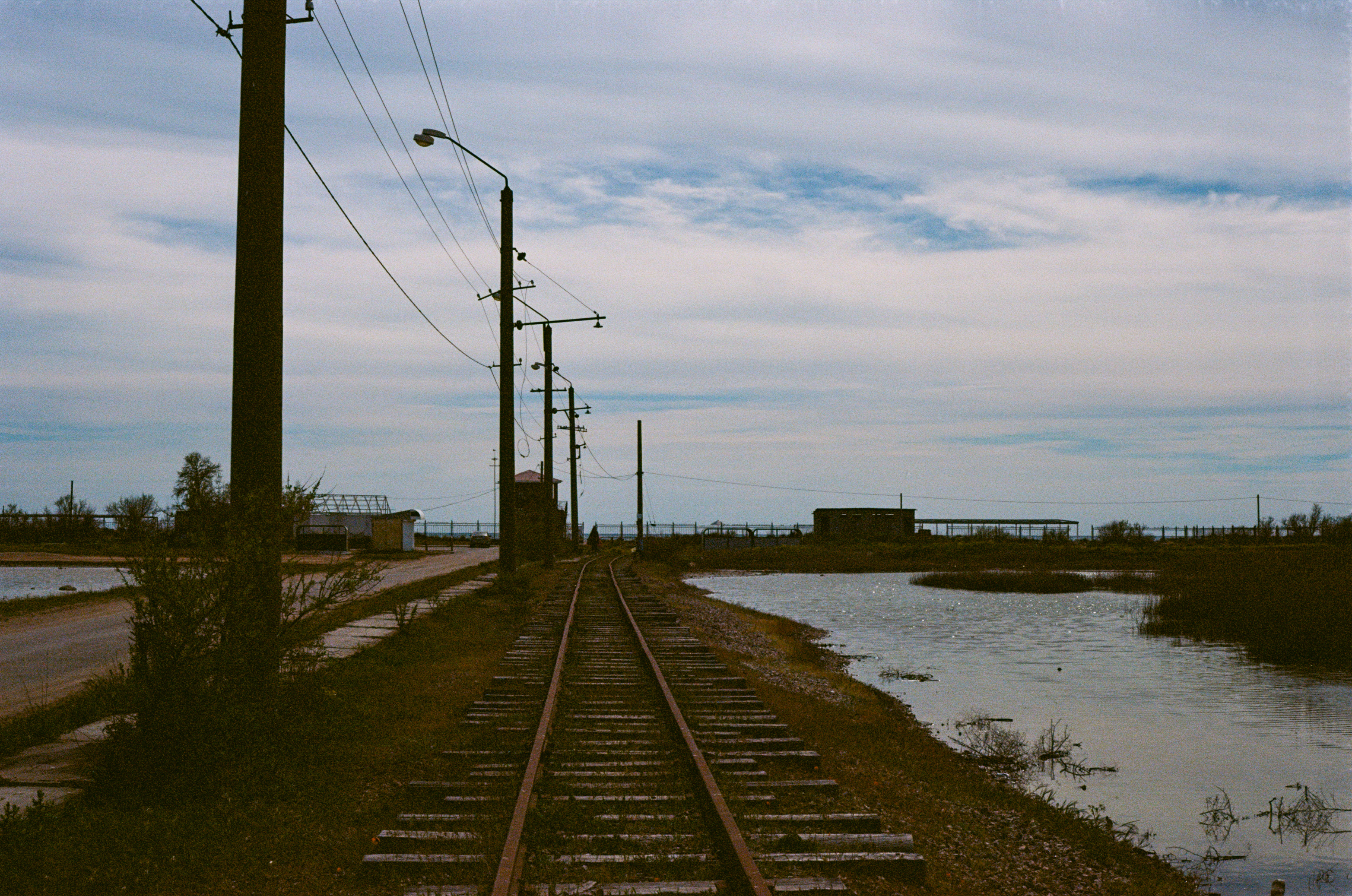
Кінцева зупинка біля моря
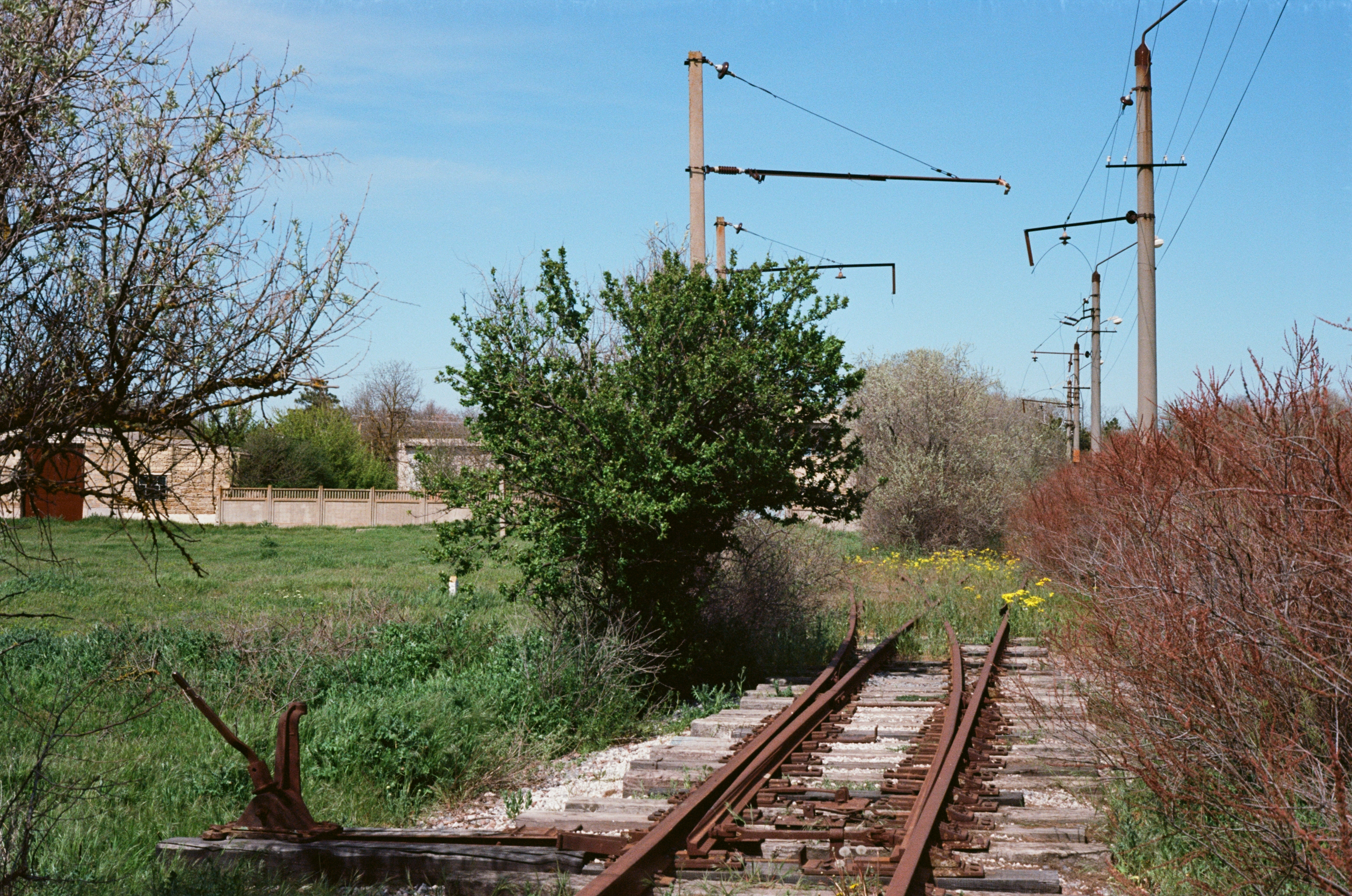
Трамвайна колія та відгалуження в депо
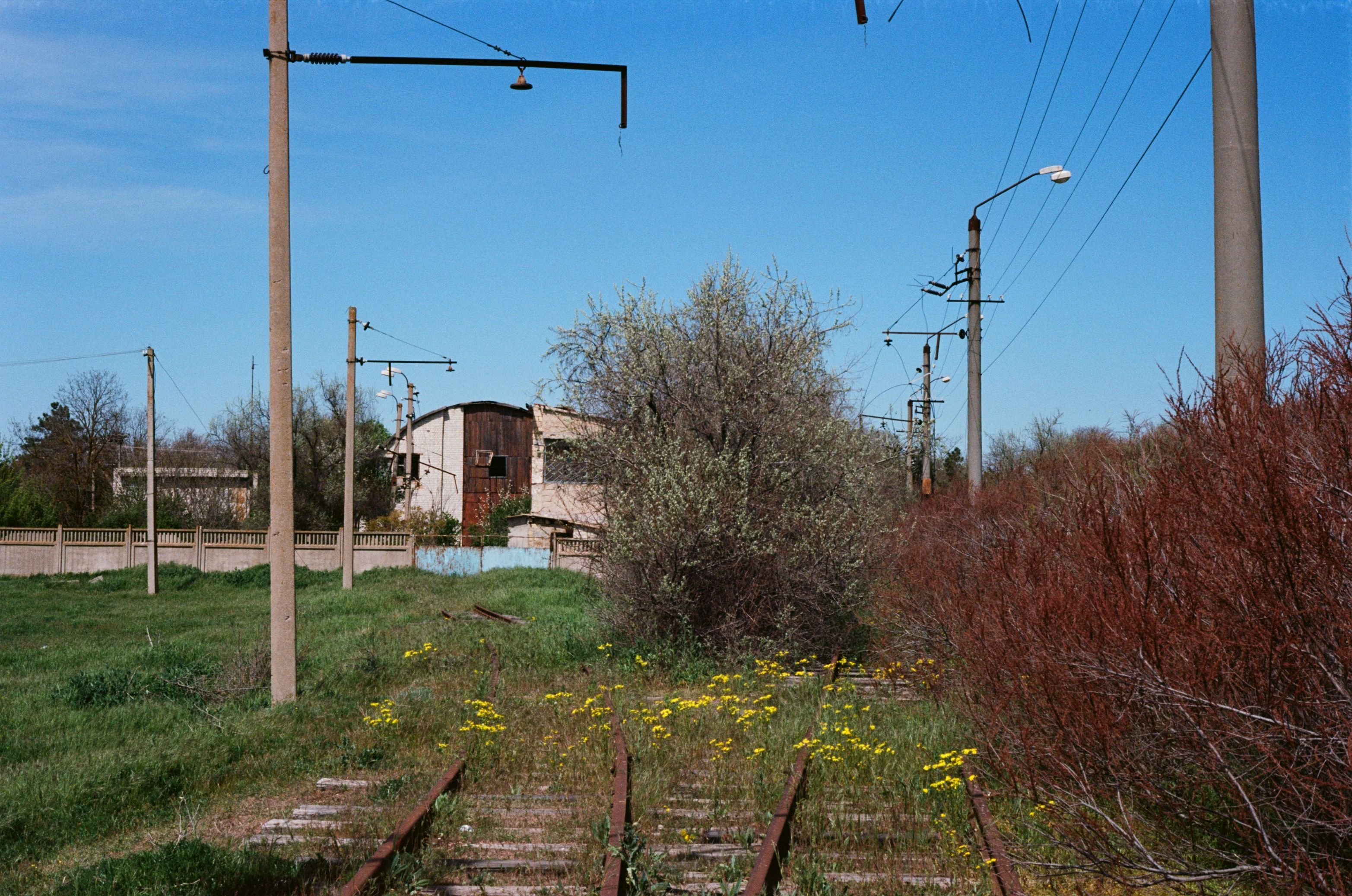
Трамвайна колія та відгалуження в депо
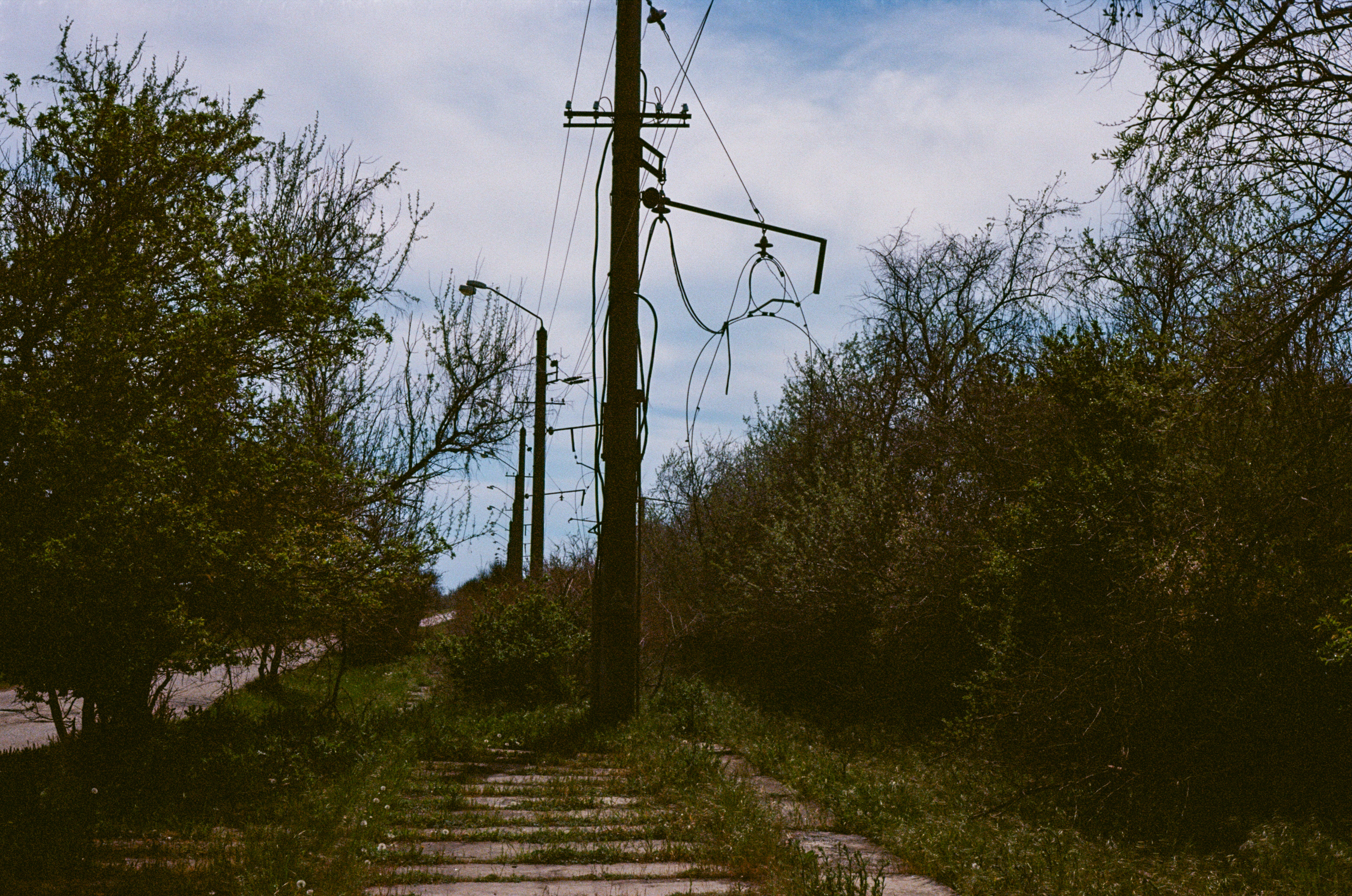
Платформа на кінцевій зупинці у пансіонату
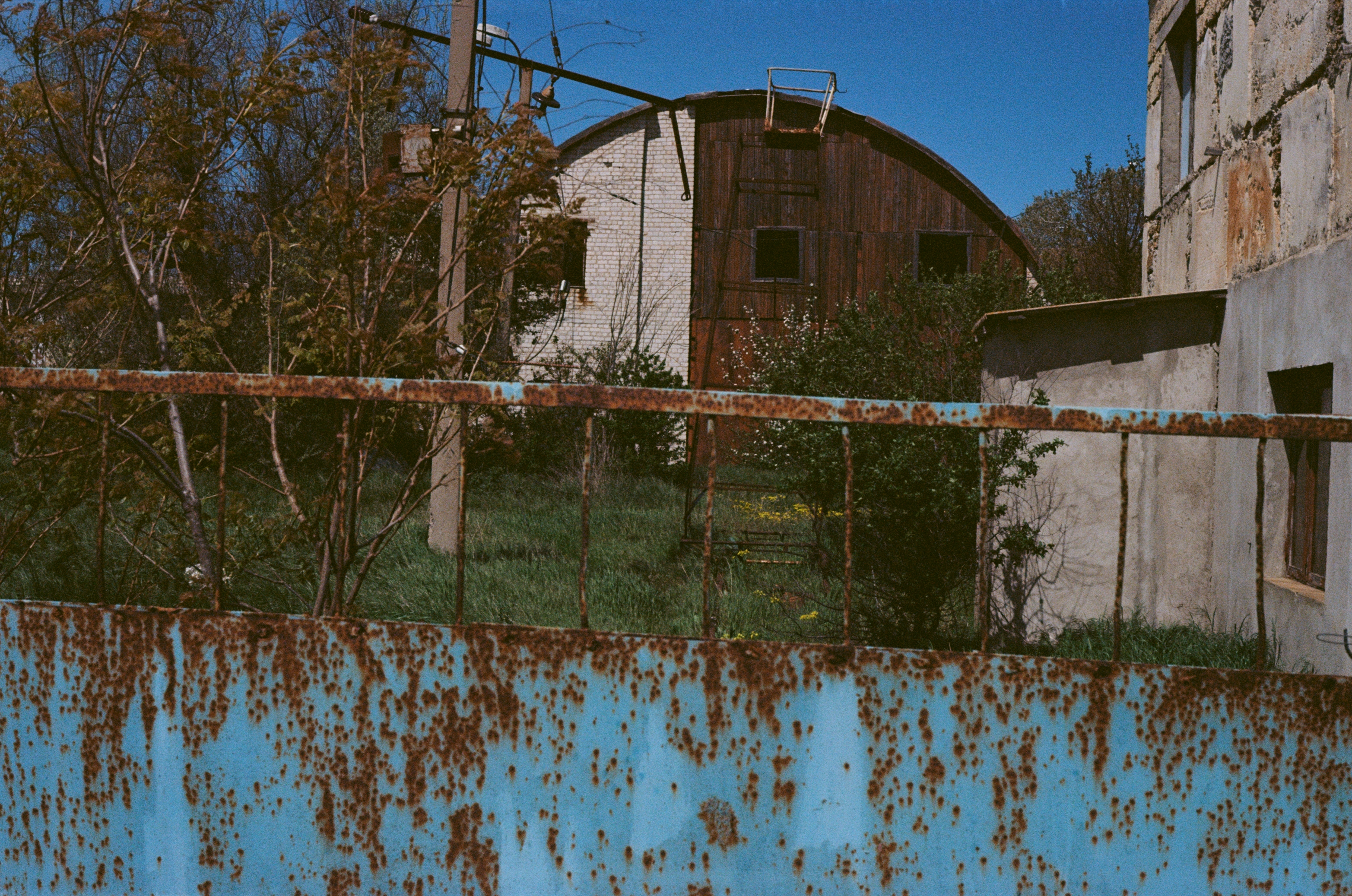
Трамвайне депо